# Peña del Moro (Cataluña)

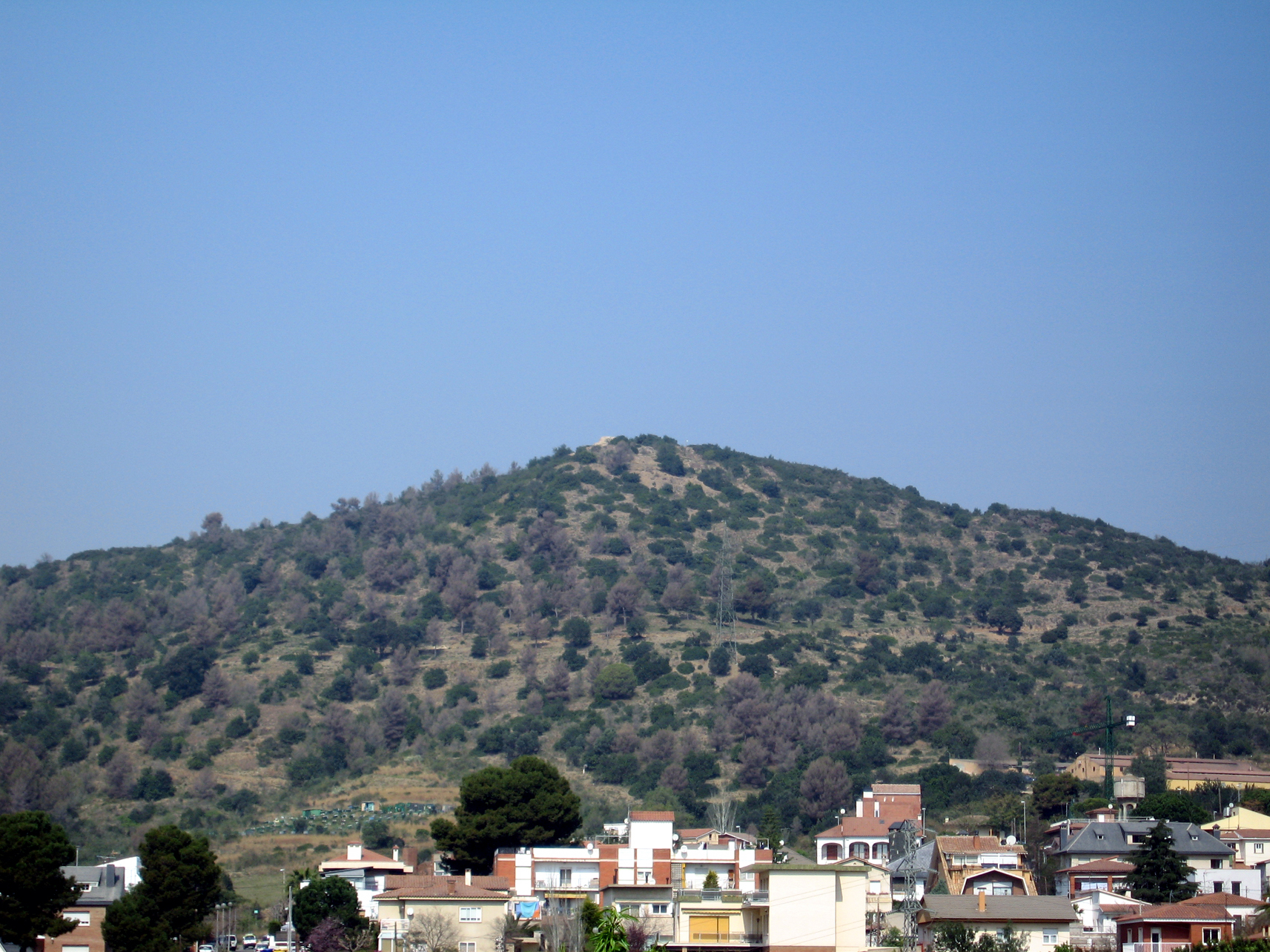
El cerro de la peña del Moro

La peña del Moro (en catalán Penya del Moro) es un cerro de 277 m s. n. m. de la sierra de Collserola, dentro del límite del parque de Collserola en una zona llamada bosque del Ginestar, en Barcelona (España), en el municipio de San Justo Desvern. Antiguamente se conocía como Puig Castellar. 
Está formado básicamente por pizarras silúricas de la era Paleozoica. La peña tiene pendientes bastante acentuadas; solo por la zona este —donde se une con el cerro d'en Solanes— es menos escarpada. En la zona baja del cerro (cerca de la masía de Can Solanes) se encuentran antiguas plantaciones de algarrobos, olivos y almendros; en las zona de más altura la vegetación es la típica de garriga. Desde la cumbre se abarca visualmente toda la llanura del Bajo Llobregat hasta la desembocadura del río Llobregat.
Se puede acceder a la peña del Moro desde el barrio Bell Soleig de San Justo Desvern o desde la ermita de la Salud, en San Felíu de Llobregat.

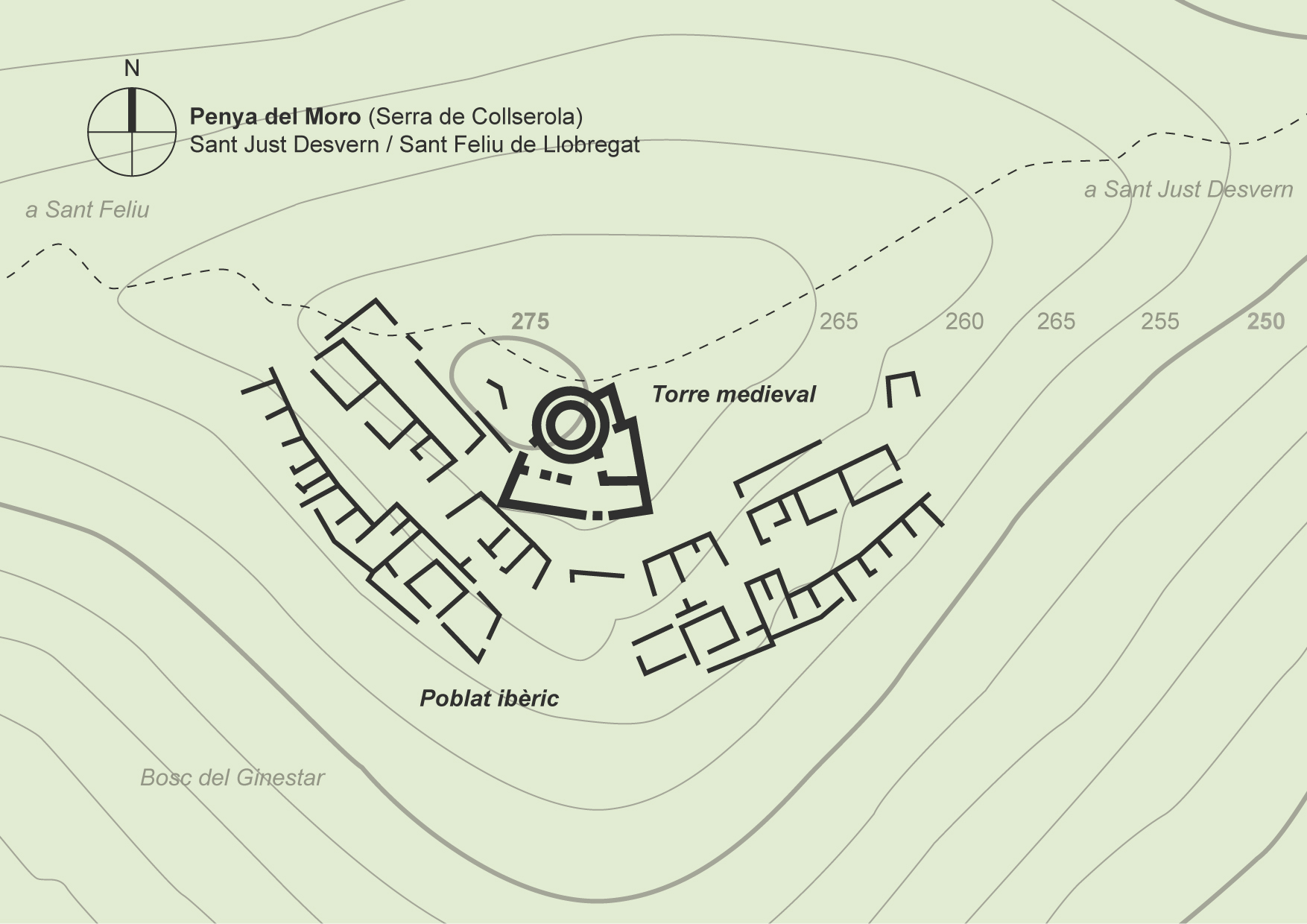
Mapa esquemático de la Peña del Moro con las estructuras del poblado ibérico y de la fortificación medieval

En él se encuentran el yacimiento de un poblado ibérico y restos de una fortificación medieval.